# Podivný regiment
Podivný regiment je fantasy kniha Terryho Pratchetta, třicátá první ze série Zeměplocha.

## Stručný obsah
Je válka. V Borogravii nic zvláštního. Borogravie vede každou chvíli s některým ze svých sousedů válku. Jenže tahle válka vypadá špatně, neboť sousedům došla trpělivost a proti Borogravii se spojili. Také zničily semafory. V čele spojenecké koalice stojí Ankh-Morpork. Jeho armádu vede Samuel Elánius, borogravskou propagandou zvaný Řezník.
Apolena je obyčejná vesnická holka, která vede hospodu (což je hřích před tváří boha Nugáta, ačkoliv spáchat hřích proti Nugátovi není těžké, neboť hříchem jsou i čokoláda, kočky či modrá barva… a další hříchy stále přibývají) a stará se o svého bratra Pavla. Ten se ale jednou nechá zlákat verbíři, vstoupí do armády a zmizí. A tak se ho Apolena, přestrojená za muže, vydá hledat. Nechá se naverbovat a pod vedením seržanta Honzáruma a desátníka Řemendera (a pro větší slávu Vévodkyně, kterou nikdo už 40 let neviděl) se vydá, společně s dalšími rekruty, k bojové jednotce Tamavenků.
Po cestě ale začíná pomalu zjišťovat, že není jedinou ženou mezi rekruty. Postupem času zjistí, že ženami jsou všichni příslušníci její jednotky a to včetně Igora (Igoríny), trolla (trollky), či upírky Maledikty.
Po řadě dobrodružství, kdy se jim podaří zesměšnit elitní husary a setkat se válečným dopisovatelem Mikulášem ze Slova, se v ženském přestrojení dostanou do nepřítelem obsazeného hradu. Ten souhrou náhod získají zpět pro Borogravii (a osvobodí zajaté borogravské velení), ale mají být těmito důstojníky souzeny za to, že se jako ženy převlékly do mužského oblečení, což je hřích před tváří Nugátovou. Vše se ale nakonec obrátí v dobré, neboť seržant Honzárum odhalí nejen svou skutečnou identitu (Honzárumová), ale prozradí, že i velká část vrchního velení borogravské armády jsou přestrojené ženy. Nakonec se Apolena, jako mírový emisar, setká se Samuelem Elániem, jenž má jediný cíl: rychle ukončit válku a vrátit se domů.
Nakonec se Apoléna setkává se svým bratrem a vrací se domů. Přesto jí to nakonec nedá a, již jako seržantka, se vrací zpět do armády.